# Арена Лапландии
Арена Лапландии — дворец спорта и культуры в Рованиеми, построен в 2003 году.

## Описание
Арена Лапландии — это многофункциональное сооружение в Рованиеми, где проводятся спортивные мероприятия, концерты и ярмарки. Оно расположено в комплексе зданий спортивного университета Лапландии и представляет крытую ледовую арену.  В зале 3500 мест, на первом этаже 1700 мест. В то же время, на концерте можно разместить 4780 человек в зале. Арена может быть преобразована из катка в концертный или конференц-зал примерно за четыре часа.
В спортивной части арена в основном используется для ледовых видов спорта, но есть и серии игр для волейбола SM. На арене есть три ледовых площадки: одна стандартного размера (28 х 58 м) и две тренировочные дорожки (hh1 и hh2). На стадионе есть три ресторана и VIP-объекты, в том числе VIP-лофт с сауной. На арене также есть кроссфит.
Арена Лапландии является домашней для хоккейной команды «Рованиеми Киекко» (Вторая хоккейная лига). Также на арене проводят соревнования юниоры, и спортсмены по фигурному катанию.